# Fußball-Europameisterschaft 1988/Gruppe 1
| Pl.                                                                                           | Land           | Sp. | S | U | N | Tore    | Diff. | Punkte |
| --------------------------------------------------------------------------------------------- | -------------- | --- | - | - | - | ------- | ----- | ------ |
| 1.                                                                                            | BR Deutschland | 3   | 2 | 1 | 0 | 005:100 | +4    | 05:10  |
| 2.                                                                                            | Italien        | 3   | 2 | 1 | 0 | 004:100 | +3    | 05:10  |
| 3.                                                                                            | Spanien        | 3   | 1 | 0 | 2 | 003:500 | −2    | 02:40  |
| 4.                                                                                            | Dänemark       | 3   | 0 | 0 | 3 | 002:700 | −5    | 0:60   |
| Für die Platzierung 1 und 2 ist die bessere Tordifferenz aus allen Gruppenspielen maßgeblich. |                |     |   |   |   |         |       |        |

Gruppe 1 der Fußball-Europameisterschaft 1988:

## BR Deutschland – Italien 1:1 (0:0)
| BR Deutschland                                                   | BR Deutschland | Italien | Italien | Aufstellung                              |
| ---------------------------------------------------------------- | --- | --- | ------- | ---------------------------------------- |
| BR Deutschland                                                   | \| 1. Gruppenspiel \| \| Freitag, 10. Juni 1988 um 20:15 Uhr in Düsseldorf (Rheinstadion) \| \| Zuschauer: 62.552 \| \| Schiedsrichter: Keith Hackett ( England) \|                                                                                | \| 1. Gruppenspiel \| \| Freitag, 10. Juni 1988 um 20:15 Uhr in Düsseldorf (Rheinstadion) \| \| Zuschauer: 62.552 \| \| Schiedsrichter: Keith Hackett ( England) \| | Italien | Aufstellung BR Deutschland gegen Italien |
| BR Deutschland                                                   | Eike Immel – Matthias Herget – Jürgen Kohler, Guido Buchwald – Thomas Berthold, Pierre Littbarski, Lothar Matthäus , Olaf Thon, Andreas Brehme (74. Uli Borowka) – Rudi Völler (82. Dieter Eckstein), Jürgen Klinsmann Teamchef: Franz Beckenbauer | Walter Zenga – Franco Baresi – Giuseppe Bergomi , Riccardo Ferri, Paolo Maldini – Roberto Donadoni, Fernando De Napoli (87. Luigi De Agostini), Giuseppe Giannini, Carlo Ancelotti – Roberto Mancini, Gianluca Vialli (89. Alessandro Altobelli) Cheftrainer: Azeglio Vicini | Italien | Aufstellung BR Deutschland gegen Italien |
| BR Deutschland                                                   | 1:1 Brehme (56.) | 0:1 Mancini (53.) | Italien | Aufstellung BR Deutschland gegen Italien |
| BR Deutschland                                                   | Maldini (6.), Ancelotti (57.) | | Italien | Aufstellung BR Deutschland gegen Italien |
| 1. Gruppenspiel                                                  | | |         |                                          |
| Freitag, 10. Juni 1988 um 20:15 Uhr in Düsseldorf (Rheinstadion) | | |         |                                          |
| Zuschauer: 62.552                                                | | |         |                                          |
| Schiedsrichter: Keith Hackett ( England)                         | | |         |                                          |

## Dänemark – Spanien 2:3 (1:1)
| Dänemark                                                               | Dänemark | Spanien | Spanien | Aufstellung                        |
| ---------------------------------------------------------------------- | --- | --- | ------- | ---------------------------------- |
| Dänemark                                                               | \| 1. Gruppenspiel \| \| Samstag, 11. Juni 1988 um 15:30 Uhr in Hannover (Niedersachsenstadion) \| \| Zuschauer: 55.707[1] \| \| Schiedsrichter: Bep Thomas ( Niederlande) \|                                                                 | \| 1. Gruppenspiel \| \| Samstag, 11. Juni 1988 um 15:30 Uhr in Hannover (Niedersachsenstadion) \| \| Zuschauer: 55.707[1] \| \| Schiedsrichter: Bep Thomas ( Niederlande) \|                                                                             | Spanien | Aufstellung Dänemark gegen Spanien |
| Dänemark                                                               | Troels Rasmussen – Morten Olsen (67. Lars Olsen) – Søren Busk, Ivan Nielsen – John Sivebæk, John Helt (46. John Jensen), Michael Laudrup, Søren Lerby, Jan Heintze – Preben Elkjær Larsen, Flemming Povlsen Cheftrainer: Josef Piontek ( BRD) | Andoni Zubizarreta – Genar Andrinúa – Tomás, Manolo Sanchís, José Antonio Camacho (46. Miquel Soler) – Michel, Ricardo Gallego, Víctor Muñoz, Rafael Gordillo (88. Rafael Martín Vázquez) – Emilio Butragueño, José Mari Bakero Cheftrainer: Miguel Muñoz | Spanien | Aufstellung Dänemark gegen Spanien |
| Dänemark                                                               | 1:1 Laudrup (26.) 2:3 Povlsen (84.) | 0:1 Michel (6.) 1:2 Butragueño (53.) 1:3 Gordillo (68.) | Spanien | Aufstellung Dänemark gegen Spanien |
| Dänemark                                                               | Camacho, Víctor Muñoz, Tomás | | Spanien | Aufstellung Dänemark gegen Spanien |
| Dänemark                                                               | Rasmussen hält Foulelfmeter von Michel (35.) | | Spanien | Aufstellung Dänemark gegen Spanien |
| 1. Gruppenspiel                                                        | | |         |                                    |
| Samstag, 11. Juni 1988 um 15:30 Uhr in Hannover (Niedersachsenstadion) | | |         |                                    |
| Zuschauer: 55.707                                                      | | |         |                                    |
| Schiedsrichter: Bep Thomas ( Niederlande)                              | | |         |                                    |

## BR Deutschland – Dänemark 2:0 (1:0)
| BR Deutschland                                                      | BR Deutschland | Dänemark | Dänemark | Aufstellung                               |
| ------------------------------------------------------------------- | --- | --- | -------- | ----------------------------------------- |
| BR Deutschland                                                      | \| 2. Gruppenspiel \| \| Dienstag, 14. Juni 1988 um 17:15 Uhr in Gelsenkirchen (Parkstadion) \| \| Zuschauer: 64.812[2] \| \| Schiedsrichter: Robert Valentine ( Schottland) \|                                                              | \| 2. Gruppenspiel \| \| Dienstag, 14. Juni 1988 um 17:15 Uhr in Gelsenkirchen (Parkstadion) \| \| Zuschauer: 64.812[2] \| \| Schiedsrichter: Robert Valentine ( Schottland) \|                                                                        | Dänemark | Aufstellung BR Deutschland gegen Dänemark |
| BR Deutschland                                                      | Eike Immel – Matthias Herget – Jürgen Kohler, Guido Buchwald (34. Uli Borowka) – Wolfgang Rolff, Pierre Littbarski, Lothar Matthäus , Olaf Thon, Andreas Brehme – Jürgen Klinsmann, Rudi Völler (75. Frank Mill) Teamchef: Franz Beckenbauer | Peter Schmeichel – Lars Olsen – John Sivebæk, Ivan Nielsen – Kim Vilfort (74. Klaus Berggreen), Michael Laudrup (62. John Eriksen), Morten Olsen , Søren Lerby, Jan Heintze – Preben Elkjær Larsen, Flemming Povlsen Cheftrainer: Josef Piontek ( BRD) | Dänemark | Aufstellung BR Deutschland gegen Dänemark |
| BR Deutschland                                                      | 1:0 Klinsmann (10.) 2:0 Thon (87.) | | Dänemark | Aufstellung BR Deutschland gegen Dänemark |
| BR Deutschland                                                      | Rolff (81.) | Elkjær Larsen (37.), Povlsen (84.) | Dänemark | Aufstellung BR Deutschland gegen Dänemark |
| 2. Gruppenspiel                                                     | | |          |                                           |
| Dienstag, 14. Juni 1988 um 17:15 Uhr in Gelsenkirchen (Parkstadion) | | |          |                                           |
| Zuschauer: 64.812                                                   | | |          |                                           |
| Schiedsrichter: Robert Valentine ( Schottland)                      | | |          |                                           |

## Italien – Spanien 1:0 (0:0)
| Italien                                                                 | Italien | Spanien | Spanien | Aufstellung                       |
| ----------------------------------------------------------------------- | --- | --- | ------- | --------------------------------- |
| Italien                                                                 | \| 2. Gruppenspiel \| \| Dienstag, 14. Juni 1988 um 20:15 Uhr in Frankfurt am Main (Waldstadion) \| \| Zuschauer: 47.506[3] \| \| Schiedsrichter: Erik Fredriksson ( Schweden) \|                                                                                            | \| 2. Gruppenspiel \| \| Dienstag, 14. Juni 1988 um 20:15 Uhr in Frankfurt am Main (Waldstadion) \| \| Zuschauer: 47.506[3] \| \| Schiedsrichter: Erik Fredriksson ( Schweden) \|                                                                       | Spanien | Aufstellung Italien gegen Spanien |
| Italien                                                                 | Walter Zenga – Franco Baresi – Giuseppe Bergomi , Riccardo Ferri – Roberto Donadoni, Fernando De Napoli, Giuseppe Giannini, Carlo Ancelotti, Paolo Maldini – Roberto Mancini (69. Alessandro Altobelli), Gianluca Vialli (89. Luigi De Agostini) Cheftrainer: Azeglio Vicini | Andoni Zubizarreta – Genar Andrinúa – Tomás, Manolo Sanchís, Miquel Soler – Michel (74. Aitor Beguiristáin), Ricardo Gallego (68. Rafael Martín Vázquez), Víctor Muñoz, Rafael Gordillo – Emilio Butragueño, José Mari Bakero Cheftrainer: Miguel Muñoz | Spanien | Aufstellung Italien gegen Spanien |
| Italien                                                                 | 1:0 Vialli (74.) | | Spanien | Aufstellung Italien gegen Spanien |
| Italien                                                                 | Ferri (34.) | | Spanien | Aufstellung Italien gegen Spanien |
| 2. Gruppenspiel                                                         | | |         |                                   |
| Dienstag, 14. Juni 1988 um 20:15 Uhr in Frankfurt am Main (Waldstadion) | | |         |                                   |
| Zuschauer: 47.506                                                       | | |         |                                   |
| Schiedsrichter: Erik Fredriksson ( Schweden)                            | | |         |                                   |

## BR Deutschland – Spanien 2:0 (1:0)
| BR Deutschland                                                  | BR Deutschland | Spanien | Spanien | Aufstellung                              |
| --------------------------------------------------------------- | --- | --- | ------- | ---------------------------------------- |
| BR Deutschland                                                  | \| 3. Gruppenspiel \| \| Freitag: 17. Juni 1988 um 20:15 Uhr in München (Olympiastadion) \| \| Zuschauer: 63.802[4] \| \| Schiedsrichter: Michel Vautrot ( Frankreich) \|                                                                    | \| 3. Gruppenspiel \| \| Freitag: 17. Juni 1988 um 20:15 Uhr in München (Olympiastadion) \| \| Zuschauer: 63.802[4] \| \| Schiedsrichter: Michel Vautrot ( Frankreich) \|                                                            | Spanien | Aufstellung BR Deutschland gegen Spanien |
| BR Deutschland                                                  | Eike Immel – Matthias Herget – Uli Borowka, Jürgen Kohler – Andreas Brehme, Pierre Littbarski (63. Wolfram Wuttke), Lothar Matthäus , Olaf Thon, Wolfgang Rolff – Jürgen Klinsmann (85. Frank Mill), Rudi Völler Teamchef: Franz Beckenbauer | Andoni Zubizarreta – Genar Andrinúa – Tomás, Manolo Sanchís, José Antonio Camacho – Michel, Rafael Martín Vázquez, Víctor Muñoz, Rafael Gordillo – Emilio Butragueño (52. Julio Salinas), José Mari Bakero Cheftrainer: Miguel Muñoz | Spanien | Aufstellung BR Deutschland gegen Spanien |
| BR Deutschland                                                  | 1:0 Völler (30.) 2:0 Völler (51.) | | Spanien | Aufstellung BR Deutschland gegen Spanien |
| BR Deutschland                                                  | Thon (47.), Herget (76.) | Vázquez (34.), Sanchís (80.), Gordillo (88.) | Spanien | Aufstellung BR Deutschland gegen Spanien |
| 3. Gruppenspiel                                                 | | |         |                                          |
| Freitag: 17. Juni 1988 um 20:15 Uhr in München (Olympiastadion) | | |         |                                          |
| Zuschauer: 63.802                                               | | |         |                                          |
| Schiedsrichter: Michel Vautrot ( Frankreich)                    | | |         |                                          |

## Italien – Dänemark 2:0 (0:0)
| Italien                                                             | Italien | Dänemark | Dänemark | Aufstellung                        |
| ------------------------------------------------------------------- | --- | --- | -------- | ---------------------------------- |
| Italien                                                             | \| 3. Gruppenspiel \| \| Freitag: 17. Juni 1988 um 20:15 Uhr in Köln (Müngersdorfer Stadion) \| \| Zuschauer: 53.951[5] \| \| Schiedsrichter: Bruno Galler ( Schweiz) \| | \| 3. Gruppenspiel \| \| Freitag: 17. Juni 1988 um 20:15 Uhr in Köln (Müngersdorfer Stadion) \| \| Zuschauer: 53.951[5] \| \| Schiedsrichter: Bruno Galler ( Schweiz) \|                                                                         | Dänemark | Aufstellung Italien gegen Dänemark |
| Italien                                                             | Walter Zenga – Franco Baresi – Giuseppe Bergomi , Riccardo Ferri, Paolo Maldini – Roberto Donadoni (85. Luigi De Agostini), Fernando De Napoli, Giuseppe Giannini, Carlo Ancelotti – Roberto Mancini (66. Alessandro Altobelli), Gianluca Vialli Cheftrainer: Azeglio Vicini | Peter Schmeichel – Lars Olsen – Bjørn Kristensen, Ivan Nielsen – Per Frimann (58. Kim Vilfort), Michael Laudrup, Morten Olsen (68. Klaus Berggreen), John Jensen, Jan Heintze – John Eriksen, Flemming Povlsen Cheftrainer: Josef Piontek ( BRD) | Dänemark | Aufstellung Italien gegen Dänemark |
| Italien                                                             | 1:0 Altobelli (66.) 2:0 De Agostini (87.) | | Dänemark | Aufstellung Italien gegen Dänemark |
| Italien                                                             | Laudrup (22.), Kristensen (71.) | | Dänemark | Aufstellung Italien gegen Dänemark |
| 3. Gruppenspiel                                                     | | |          |                                    |
| Freitag: 17. Juni 1988 um 20:15 Uhr in Köln (Müngersdorfer Stadion) | | |          |                                    |
| Zuschauer: 53.951                                                   | | |          |                                    |
| Schiedsrichter: Bruno Galler ( Schweiz)                             | | |          |                                    |